# I11 (spoorwegrijtuig)
De I11-rijtuigen rijden sinds 1995 rond op het net van de Belgische spoorwegmaatschappij NMBS. Ze zijn gebouwd bij BN te Brugge. De rijtuigen vertonen uiterlijk sterke overeenkomsten met het tussenrijtuig van een MS96. Duidelijke verschillen zijn dat de rijtuigen van de MS96 voorzien werden met een pantograaf en niet met digitale schermen in de zijkanten waarop de bestemmingen worden weergegeven bij de deur. Er zijn wel schermen in de stuurposten. Bij de I11-rijtuigen is dit omgekeerd, geen pantograaf maar wel schermen.
Zij doen voornamelijk dienst op de lijnen (IC-01, 500) Eupen – Luik-Guillemins – Brussel-Zuid – Gent-Sint-Pieters – Brugge – Oostende, (IC-12, 400) Kortrijk - Station Gent-Sint-Pieters - Brussel - Luik-Guillemins - Welkenraedt en P-treinen Brussel-Zuid – Luik-Guillemins – Wezet. Meestal worden ze dan getrokken of geduwd door een locomotief reeks 18. De aanduiding "I" duidt aan dat het rijtuig ook geschikt is voor het internationale verkeer.

## Geschiedenis
In het kader van het plan STAR 21 (Spoor Toekomst Avenir du Rail), dat als doel had de Belgische spoorwegen voor te bereiden op 21e eeuw, werd eind 1992 een order geplaatst bij BN te Brugge voor 120 elektrische driewagenstellen MS96 en 163 rijtuigen van het type I11.
De bestelling van 163 rijtuigen I11 omvatte 36 rijtuigen 1e klas, 106 rijtuigen 2e klas en 21 stuurrijtuigen met bagageruimte. Vanaf juni 1995 werden eerst de gewone 1ste en 2de klas rijtuigen geleverd. Het eerste stuurrijtuig werd in december 1997 afgeleverd. Het stuurrijtuig is gelijk aan de cabine van een loc reeks 13.

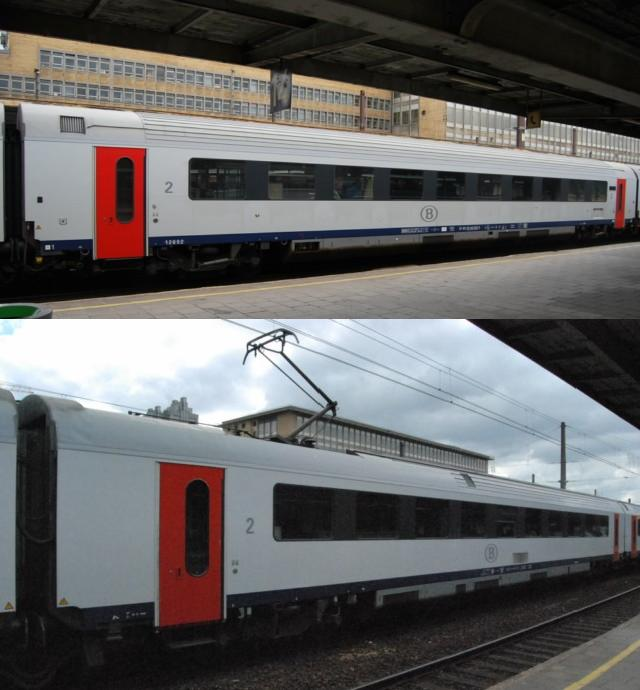
Verschil tussen de I11-rijtuigen (boven) en de MS96-rijtuigen (onder).

### Vernieuwing
Anno 2024 is een opfrissing lopende waarbij stopcontacten worden ingebouwd boven elke stoel bij het raam, voor de complete reeks aan I11-rijtuigen.

## Stuurrijtuig (BDx)
De stuurrijtuigen hebben ETCS. Vanaf 2024 krijgen ze alle ETCS baseline 3, ATB (Nederland) en PZB (Duitsland), geïntegreerd in het scherm. In samenwerking met de HLE 17-locomotief zijn ze geschikt om de S41 naar Aken en de EuroCity Brussel - Rotterdam te rijden.

### Stiltezone
Vanaf begin van 2023 werden alle I11-stuurrijtuigen in de tweede klas voorzien van een stiltezone, als proefproject binnen de NMBS.

## Inzet
Op de lijn IC-01 Eupen - Oostende worden I11-rijtuigen ingezet, tot eind 2023 als trek-duwstammen. In een normale situatie bevond zich het stuurrijtuig aan de kant Eupen, gevolgd door maximaal elf normale I11-rijtuigen en een locomotief uit de reeks 13 of 18 aan de kant van Oostende. Deze configuratie had als voordeel dat bij het beklimmen van de steile helling van Ans (bij Luik) behalve de locomotief vooraan, achteraan tijdelijke een hulplocomotief (opdrukloc) kon helpen duwen.
Vanaf 15 december 2002 rijden de I11-treinen tussen Ans en Leuven over hogesnelheidslijn L2. Hierbij halen ze een maximale snelheid van 200 km/h. Om te rijden over hogesnelheidslijn L2 beschikt het stuurrijtuig over TBL 1+-ontvangers.
Vanaf 2022 werd een deel van de treinen op deze lijn, in de plaats van trek-duw, omringd door een dubbele HLE 18, wegens een tekort aan I11-stuurrijtuigen, die verplaatst waren naar de verbindingen naar Luxemburg en vanaf december 2023 Aken.
Tot 9 december 2007 werd de IC-G-treindienst Oostende-Gent-Sint-Pieters-Antwerpen-Centraal door locomotiefreeks 13 en I11-rijtuigen bediend, net als de lijn IC-I Antwerpen-Centraal-Brussel-Zuid-Charleroi-Zuid tussen 1996 en 1998.
De I11 verdween stelselmatig van de drukste treinverbindingen doorheen het land en de Noord-Zuidverbinding, omdat op deze verzadigde verbindingen de voorkeur gegeven werd aan dubbeldekstreinen zoals M6 en M7.
In de dienstregeling van 2017 werden de stammen als volgt ingezet: 2 stammen op de P-treinen Brussel-Zuid – Luik-Guillemins – Wezet, 2 stammen op de IC-verbinding tussen Kortrijk en Welkenraedt en 8 stammen op de IC-verbinding Eupen – Luik-Guillemins – Brussel-Zuid – Gent-Sint-Pieters – Brugge – Oostende.
Sinds de dienstregeling vanaf december 2024 worden de rijtuigen ingezet op drie internationale verbindingen. Binnenlands worden ze nog gebruikt op de IC-01 Oostende - Eupen (gecombineerd in stammen met I10 (spoorwegrijtuig) en M7) en voor de rest op P-treinen.

### Internationaal
Vóór 15 december 2002 kwam de I11 dagelijks in Duitsland, op de verbinding Oostende - Keulen. Tussen december 2006 en 2011 kwam de I11 dagelijks in Nederland op de verbinding Maastricht-Luik-Brussel. 
Vanaf september 2018 verzekert hij ook de lijnen van/naar Groothertogdom Luxemburg, maar dan geduwd en getrokken door reeks 13. Verder rijdt hij tussen Brussel en Luxemburg samen met I10, ook omdat een aantal I10-rijtuigen meer fietsplaatsen hebben, die bovendien zonder tussenkomst van een treinbegeleider toegankelijk zijn.

#### S41 (Luik - Aken)
Sinds december 2023 rijden (maximum 3) homogene stammen van 4 I11-rijtuigen met een HLE 18-locomotief, op de toen nieuwe grensoverschrijdende voorstadsverbinding S41 Luik - Aachen (Aken). Daarvoor hebben de I11-stuurrijtuigen toelating gekregen in Duitsland.

#### Brussel - Parijs (vanaf 2024)
De I11-rijtuigen werden in de zomer van 2024 ingezet in de tijdelijke EuroCity Brussel - Parijs voor de Olympische Zomerspelen 2024.
Vanaf 19 december 2024 rijden deze rijtuigen opnieuw Brussel - Parijs, ditmaal onder de merknaam en gehuld in de roze kleuren van Ouigo. Dit betreft drie stammen (waarvan 1 reserve) van 8 I11-rijtuigen, waaronder een stuurrijtuig Bx dat als gewoon rijtuig meerijdt, nodig voor rolstoelvervoer en personeelsruimte.

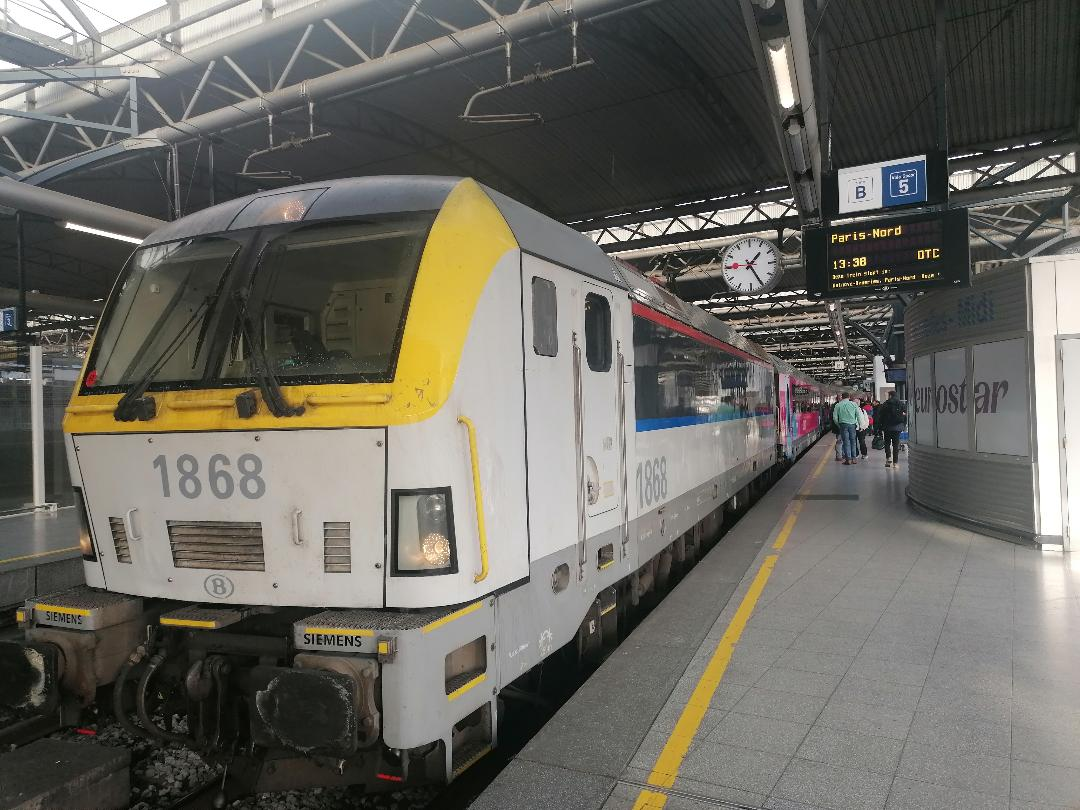
HLE 18+I11 in OUIGO-kleuren op station Brussel-Zuid.

#### Brussel - Rotterdam (vanaf december 2024)
De I11-rijtuigen worden ingezet met EuroCity-sticker in de EuroCity Brussel - Rotterdam, dit is een van de twee opvolgers van de Beneluxtrein, met 5 omlopen van 6 rijtuigen. Daarvoor worden alle I11-rijtuigen uitgerust met noodremoverbrugging om ze geschikt te maken voor de hsl Schiphol - Antwerpen tot Rotterdam.
Ook hier rijdt in eerste instantie een I11-stuurrijtuig mee als gewoon rijtuig. Pas na de instroom van de nieuwe HLE 17-locomotief, zal dit rijtuig als volwaardig stuurrijtuig functioneel worden op deze verbinding.

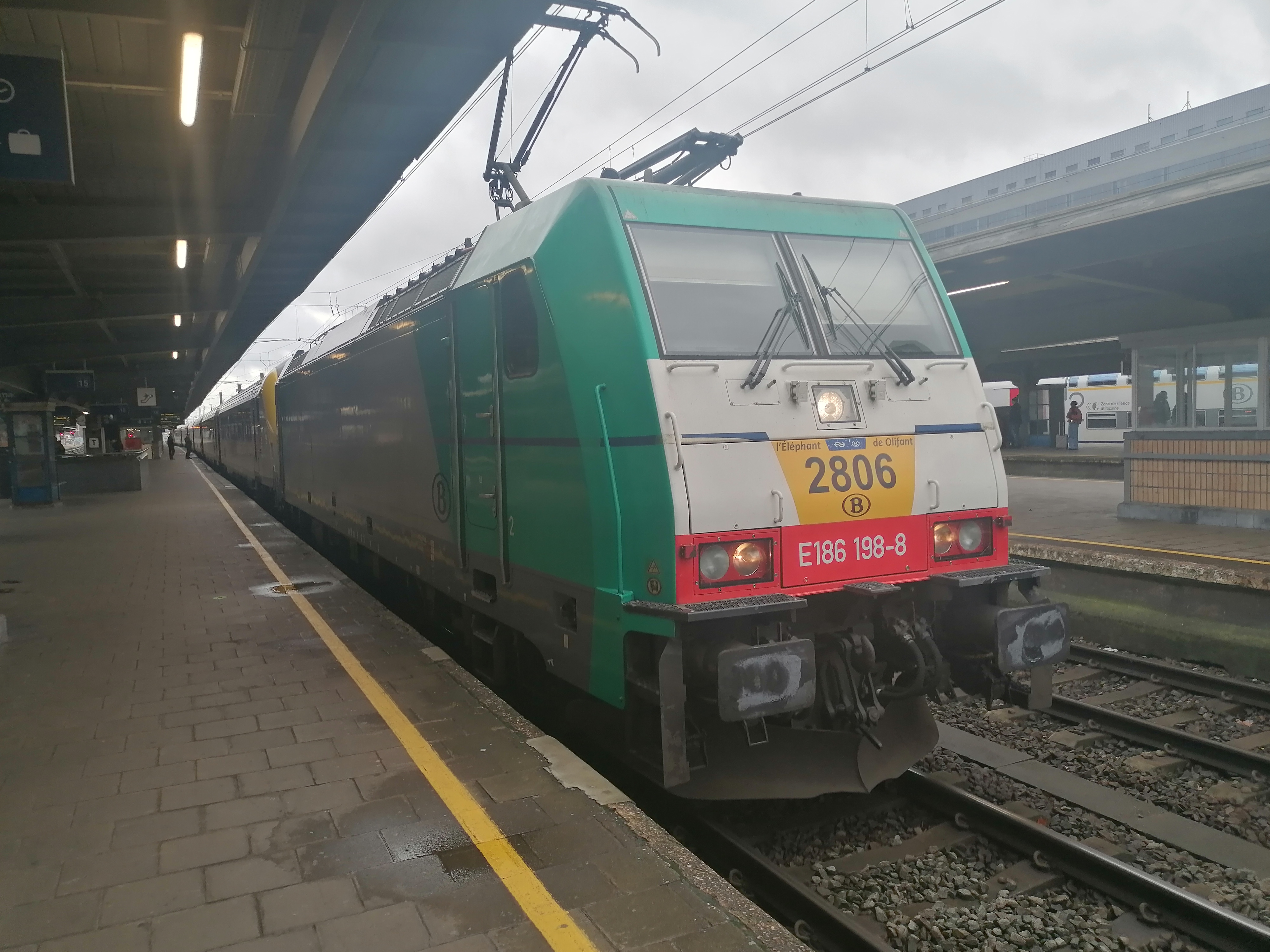
EuroCity met I11 en HLE 28 in station Brussel-Zuid als trein naar Station Rotterdam Centraal.

## Compatibiliteit met locomotieven
Als I11-rijtuigen getrokken worden door HLE 28/Traxx is er geen centraal geregelde deurcontrole door de machinist (treinbestuurder), van belang voor de inzet in Nederland.
Bij de HLE 17 kan de machinist de deuren centraal ontgrendelen.

## Comfort

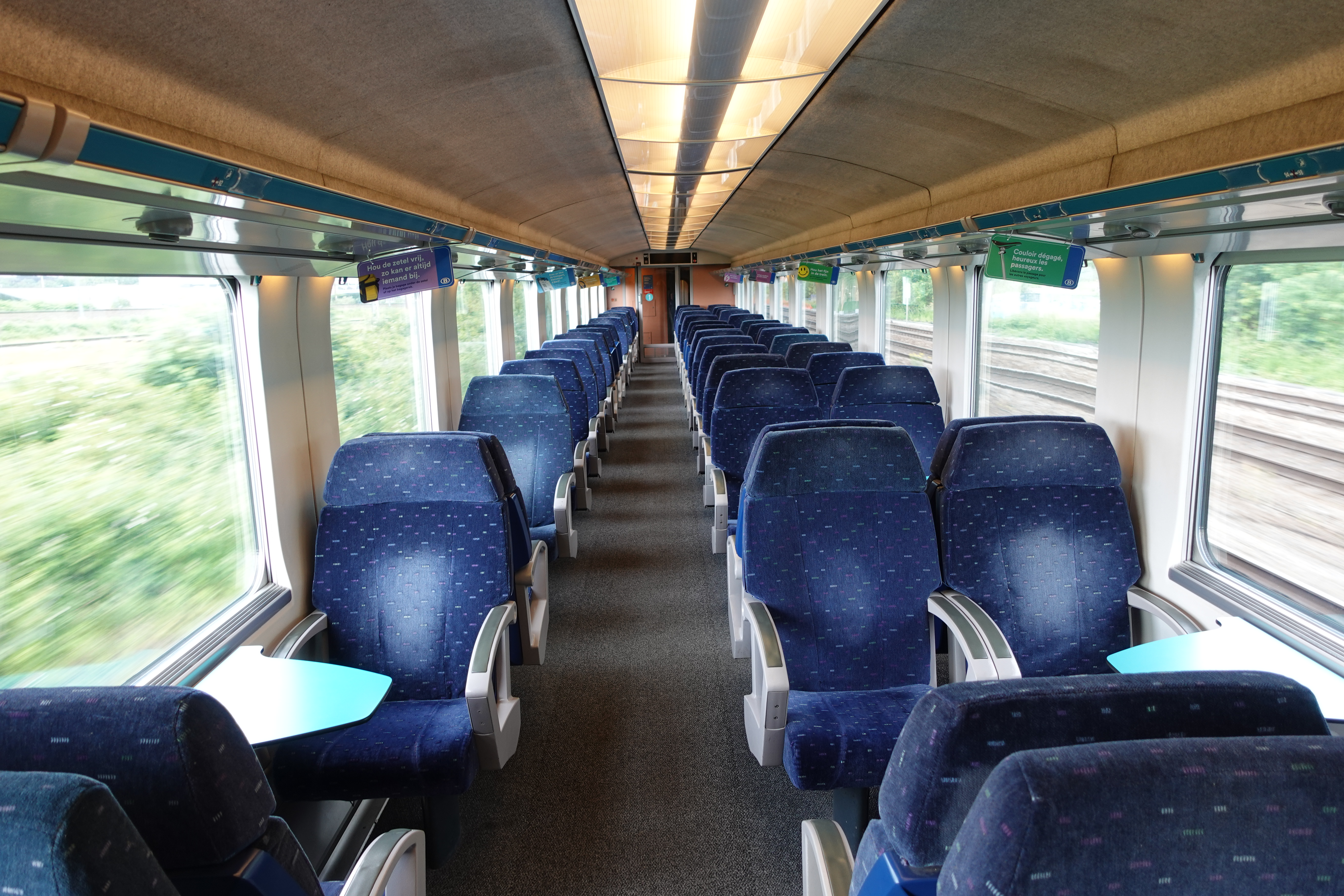
Interieur van een I11-rijtuig (1ste klasse).

Alle rijtuigen I11 zijn voorzien van airconditioning. Verder is 60% van de stoelen achter elkaar geplaatst in coach-opstelling en de rest tegenover elkaar. De zetels worden beschouwd als geriefelijk en iedere zitplaats biedt ruim voldoende beenruimte. Boven de binnendeuren zijn grote informatieschermen aangebracht, waarop reisinformatie wordt getoond. Naast deze schermen is een “help”-knop aangebracht waarmee de reiziger het treinpersoneel kan waarschuwen in geval van problemen. De toiletten zijn van hetzelfde type dat aangetroffen wordt in hogesnelheidstreinen en vliegtuigen. Hierbij wordt de ontlasting verzameld in opslagreservoirs. Dit laatste is een voorwaarde om toegelaten te worden op hogesnelheidslijnen. Verder is er een wastafel met automatische kraan en elektrische handdroger aanwezig. De eersteklasrijtuigen waren van origine voorzien van een telefooncel en het stuurrijtuig had een afdeling voor de minibar.

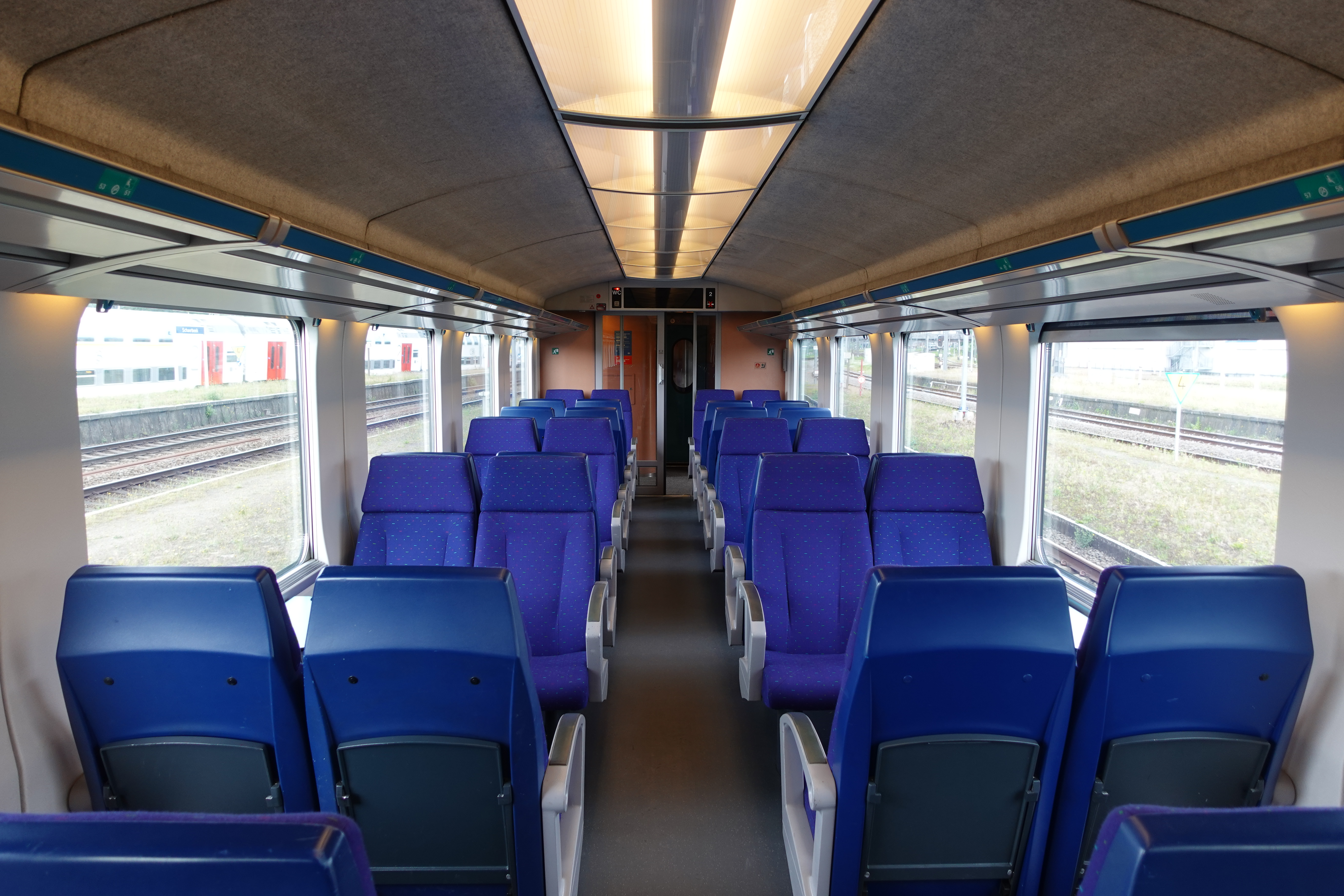
Interieur van een I11-rijtuig (2e klasse).

## Onderhoud
Het onderhoud gebeurde tot 2024 enkel in de Werkplaats Oostende. Vanaf dat jaar werden ze overgedragen aan Vorst Rijtuigen, dat als enige het onderhoud zal verzorgen.